# José Mariano Michelena
José Mariano Michelena (14 juillet 1772 Michoacán - 10 mai 1852 Mexico) est un homme politique mexicain, membre du Suprême Pouvoir Exécutif au Mexique du 1er avril 1823 au 10 octobre 1824 avec les membres titulaires Pedro Celestino Negrete, Guadalupe Victoria et Nicolás Bravo Rueda. Ce Suprême Pouvoir Exécutif a gouverné au Mexique après l'Empire mexicain d'Augustin Ier et avant de la République Fédérale avec le président Guadalupe Victoria